# Hans-Dieter Flick
Hans-Dieter Flick (* 24. února 1965) je bývalý německý fotbalista, který se po ukončení aktivní kariéry stal fotbalovým trenérem. Od května 2024 je hlavním trenérem španělského klubu FC Barcelona. Během 80. let hrával za Bayern Mnichov, v roce 2019 tady pak působil jako asistent trenéra. V průběhu sezóny 2019/20 převzal mužstvo Bayernu jako hlavní trenér a vybojoval s ním v následujících měsících treble.
Zisk treblu se Bayernu zdařil podruhé v historii, dvojnásobný treble se pak podařilo získat v evropském fotbale již jen Barceloně.
Před trenérským angažmá v Bayernu trénoval pět let Hoffenheim, aby se posléze přesunul k německé reprezentaci. Tady pracoval od roku 2006 do roku 2014 jako asistent hlavního trenéra Joachima Löwa, kterému pomohl získat několik medailí.
Právě jako trenérský asistent se dvakrát zúčastnil Mistrovství Evropy, a to v letech 2008 (stříbro) a 2012 (semifinále).
Také se dvakrát zúčastnil Mistrovství světa, a to v letech 2010 a 2014, tedy rovněž dvakrát. Na prvním z těchto turnají skončilo Německo třetí, ten následující již vyhrálo.

## Hráčské úspěchy
Bayern Mnichov
- 4× vítěz Bundesligy – 1985/86, 1986/87, 1988/89, 1989/90
- 1× vítěz Poháru DFB – 1985/86

## Trenérské úspěchy

### Hlavní trenér
Klubové
Bayern Mnichov
- 1× vítěz Bundesligy – 2019/20
- 1× vítěz Poháru DFB – 2019/20
- 1× vítěz Ligy mistrů UEFA – 2019/20
- 1× vítěz DFL-Supercup – 2019/20
- 1× vítěz Superpohár UEFA - 2019/20
- 1× vítěz MS ve fotbale klubů – 2019/20

FC Barcelona
- 1x vítěz Španělský superpohár - 2024/2025
- 1x vítěz Copa del Rey - 2024/2025
- 1x vítěz Primera División - 2024/2025

### Asistent trenéra
Reprezentační
Německá reprezentace
- 1× zlatá medaile na Mistrovství světa – 2014
- 1× bronzová medaile na Mistrovství světa – 2010
- 1x stříbrná medaile na Mistrovství evropy – 2008